# Dorothy Donegan
Dorothy Donegan (26 de abril de 1922-19 de mayo de 1998) fue una pianista y cantante de jazz y blues estadounidense, conocida sobre todo por su dominio del stride y el boogie-woogie.
Comenzó con clases de piano a los ocho años y recibió una formación clásica hasta que, en 1943, con 18 años, Donegan fue la primera persona de origen afroamericano en actuar en el Symphony Center de Chicago, sede de la Orquesta Sinfónica de Chicago.
Donegan fue también alumna del profesor de música del DuSable High School, Walter Dyett, conocido por haber tenido entre sus alumnos a destacados músicos de jazz como Nat "King" Cole, Red Holloway, Dinah Washington, Johnny Griffin, Gene Ammons o Von Freeman. También sería una gran influencia en su forma de tocar el pianista de jazz Art Tatum.
A comienzos de la década de 1990, compaginó sus actuaciones en directo con la impartición de clases en las universidades de Harvard y Northeastern y en el Manhattan School of Music. En 1992 recibió, junto con Harry "Sweets" Edison y Betty Carter, el Premio NEA Jazz Masters.
En 1993 actuó en la Casa Blanca y en 1994 recibió un doctorado honoris causa por la Universidad Roosevelt.
En su última entrevista para la revista Jet, realizada un mes antes de fallecer, hizo público su enfermedad, el cáncer de colón.

## Discografía
| Año de grabación | Título                                  | Discografía  | Músicos/comentarios |
| ---------------- | --------------------------------------- | ------------ | --- |
| 1946             | September Song                          | Jubilee      | |
| 1954             | Dorothy Donegan Piano                   | MGM          | |
| 1955             | Dorothy Donegan                         | Jubilee      | |
| 1957             | Dorothy Donegan at the Embers           | Roulette     | |
| 1957             | Dorothy Donegan Live!                   | Capitol      | |
| 1959             | Donnybrook with Dorothy                 | Capitol      | |
| 1960             | Live at The Roundtable                  | Roulette     | |
| 1960             | It Happened One Night                   | Roulette     | |
| 1963             | Swingin' Jazz in Hi Fi                  | Regina       | |
| 1975             | The Many Faces of Dorothy Donegan       | Mahogany     | Trío, con Arvell Shaw (bajo), Panama Francis (batería); reeditada por Storyville con canciones de 1961 |
| 1978             | Live at the King of France Tavern       | LiSem        | Editada en 2015 |
| 1979             | Makin' Whoopie                          | Black & Blue | |
| 1979             | Giants of Jazz Play Brassens            | Philips      | Georges Brassens (guitarra y voz), Eddie "Lockjaw" Davis (saxo tenor), Harry "Sweets" Edison (trompeta), Joe Newman (trompeta), Cat Anderson (trompeta), Dorothy Donegan (piano), Michel Attenoux (saxo), Geo Daly (vibráfono), Christian Donadieu (vibráfono), Joël Favreau (guitarra), François Guin (trombón), Irakli (trompeta), Teddy Martin (violín), Marcel Zanini (clarinete y saxo tenor), Moustache (batería), Pierre Nicolas (contrabajo), Benny Vasseur (trombón) |
| 1980             | The Explosive Dorothy Donegan           | Progressive  | |
| 1980             | Sophisticated Lady                      | Ornament     | |
| 1980             | Live in Copenhagen 1980                 | Storyville   | Trío, con Mads Vinding (bajo), Ed Thigpen (batería) |
| 1980?            | Live!                                   | CNR          | |
| 1987             | Live at the Widder Bar                  | Timeless     | Jimmy Woode, Norman Fearrington |
| 1990             | Live at the 1990 Floating Jazz Festival | Chiaroscuro  | Trío, con Jon Burr (bajo), Ray Mosca (batería) |
| 1991             | The Incredible Dorothy Donegan Trio     | Chiaroscuro  | La mayoría de canciones con el trío —Jon Burr (bajo), Ray Mosca (batería)—; algunas canciones con Dizzy Gillespie (trompeta) |
| 1992             | Live at the Floating Jazz Festival 1992 | Chiaroscuro  | |
| 1992             | Dorothy Donegan Trio with Clark Terry   | Chiaroscuro  | La mayoría de canciones con el trío —Jon Burr (bajo), Ray Mosca (batería)—; algunas canciones con Clark Terry (trompeta) |
| 1995?            | I Just Want                             | Audiophile   | |